# Alejandra Fuentes
Alejandra Fuentes Persson (31 de diciembre de 1983) es una clavadista venezolana que representó a su país en los Juegos Olímpicos de Sídney 2000. Ganó dos medallas de oro en el Campeonato Sudamericano de Natación de 2008, celebrado en São Paulo.